# Château de Cany
Le château de Cany est une demeure du XVIIe siècle de style Louis XIII qui se dresse sur le territoire de la commune française de Cany-Barville, dans le département de la Seine-Maritime, en région Normandie.
Le château, propriété privée, est inscrit au titre des monuments historiques.

## Localisation
Le château est situé sur la commune de Cany-Barville, dans le département français de la Seine-Maritime.

## Historique
À l'origine, la terre de Cany, siège d'une seigneurie pendant l'époque ducale, puis réunie au domaine royal passa en 1370, par voie d'échange aux comtes d'Alençon. Acquise en 1598 par Adrien de Bréauté, elle échoit en 1634 à Pierre Le Marinier, le commanditaire du château actuel,
Le château a été construit entre 1640 et 1646, sur commande de Pierre Le Marinier, un parlementaire de Rouen, sur des plans attribués à François Mansart. En 1683, Balthazar Le Marinier, conseiller au Parlement de Normandie, cède le château à son beau-père, Pierre de Becdelièvre, marquis de Quevilly et dont les deux fils furent successivement propriétaire du château : Claude, président à mortier du Parlement de Normandie, puis, Louis de Becdelièvre, conseiller au même parlement.
Le château, doté en 1760 par l'architecte parisien Chaussard de vastes dépendances et de pièces d'eau, traverse la Révolution sans dommage grâce à Armande de Beccdelièvre qui le mit à l'abri de la saisie, puis passe par alliance à la fin du XVIIIe siècle à Anne-Christian de Montmorency-Luxembourg.
Au XIXe siècle, le domaine est la possession du comte d'Hunolstein.
Jusqu'en 2006, il a été le théâtre du concours annuel d'attelage de l’école Jeanne-d’Arc.
En 2012, il appartient à Laure Normand, fille du comte Antoine de Dreux-Brézé, lui-même petit-fils du comte d'Hunolstein.

## Description
Le château proprement dit est isolé sur un terre-plein rectangulaire bordé de balustrades en pierre et ceint de douves alimentées par la Durdent. Il se compose d'un grand Corps de logis de forme rectangulaire de 10 m sur 45 m, flanqué de deux ailles saillantes, sur trois niveaux, et totalise environ 1 300 m2 habitables. Il est bâti de briques, de pierres calcaire et de grès, et est couvert d'une toiture en ardoise.
Il est précédé d'une vaste cour bordés par deux longs corps de communs symétriques, abritant les écuries et remises à voitures, avec en prolongement, et détachés, deux gros pavillons abritant la chapelle et l'ancien chartrier.
À l'intérieur, le château a conservé intact le décor et le mobilier de ses appartements.

### Le parc
Le parc à l'anglaise de 50 hectares a été réaménagé par le prince Édouard de Montmorency-Luxembourg, sous Louis-Philippe.

## Protection
Au titre des monuments historiques :
- le château est inscrit par arrêté du 14 avril 1930 ;
- le domaine - emprise foncière, bâti et non bâti est inscrit par arrêté du 7 décembre 1990.

## Visite
Depuis 1980, date à laquelle il est inhabité, il était ouvert au public chaque été à partir du 1er juillet et jusqu'au 31 août. Jusqu'en 2016, on pouvait y admirer, à l'intérieur, toutes les pièces, entièrement meublées depuis la construction ; depuis 2017, à la suite des travaux de rénovation intérieure menés par les propriétaires, seule la cour d'honneur et ses communs pouvaient être visités. Depuis 2020, le bâtiment est redevenu une habitation entièrement privée et n'est plus ouvert au public tant pour l'intérieur que pour les extérieurs.

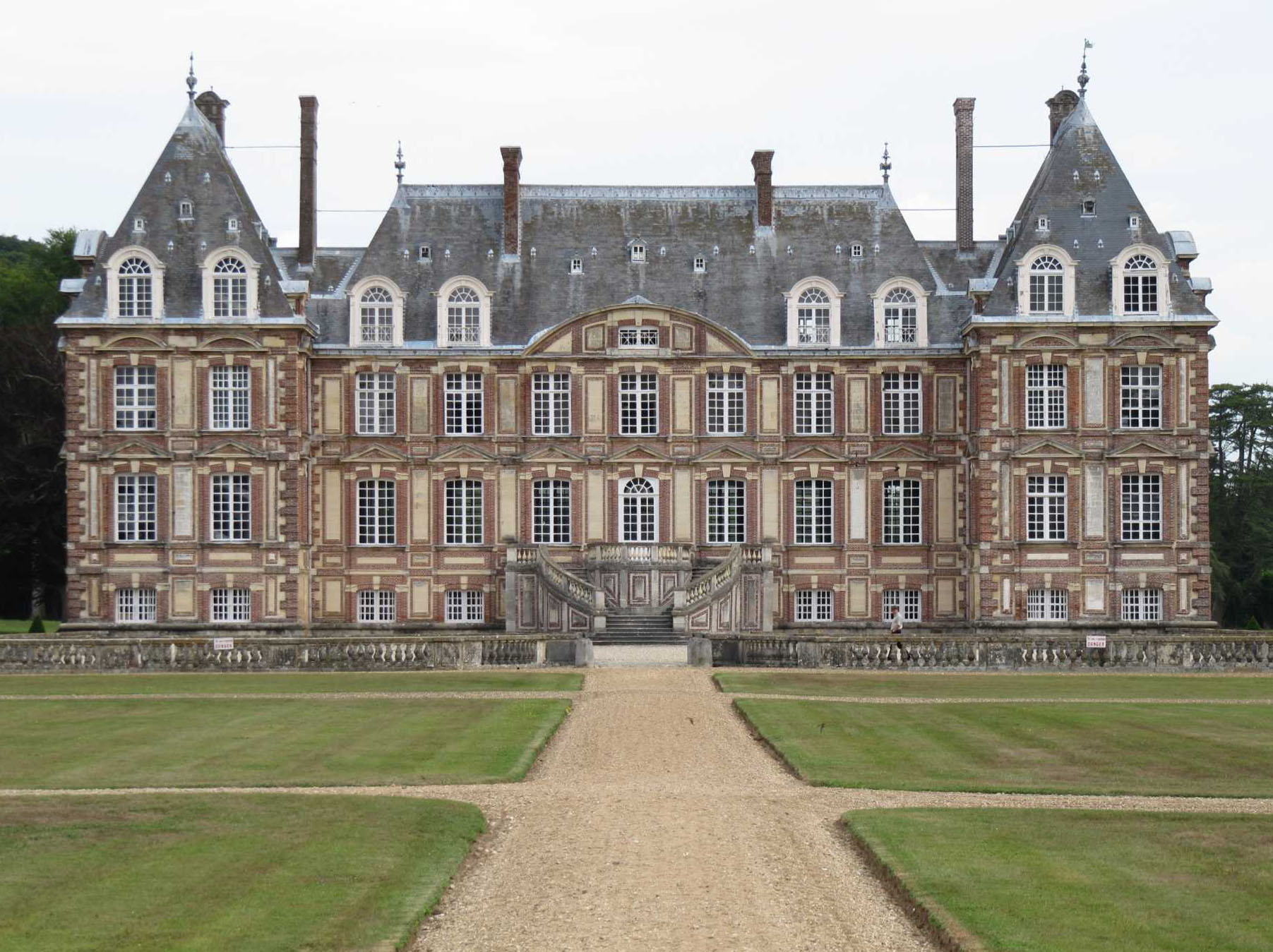
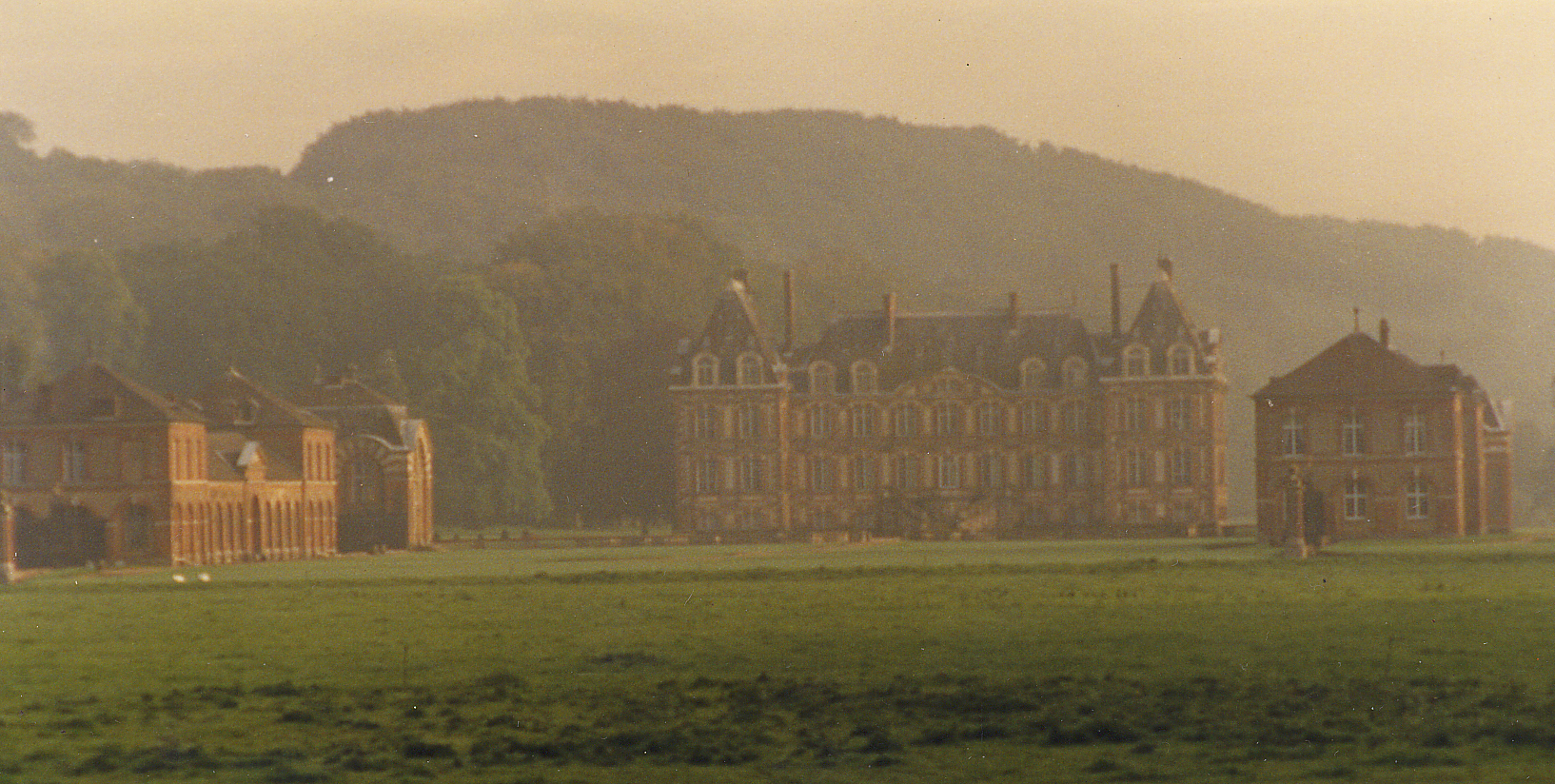
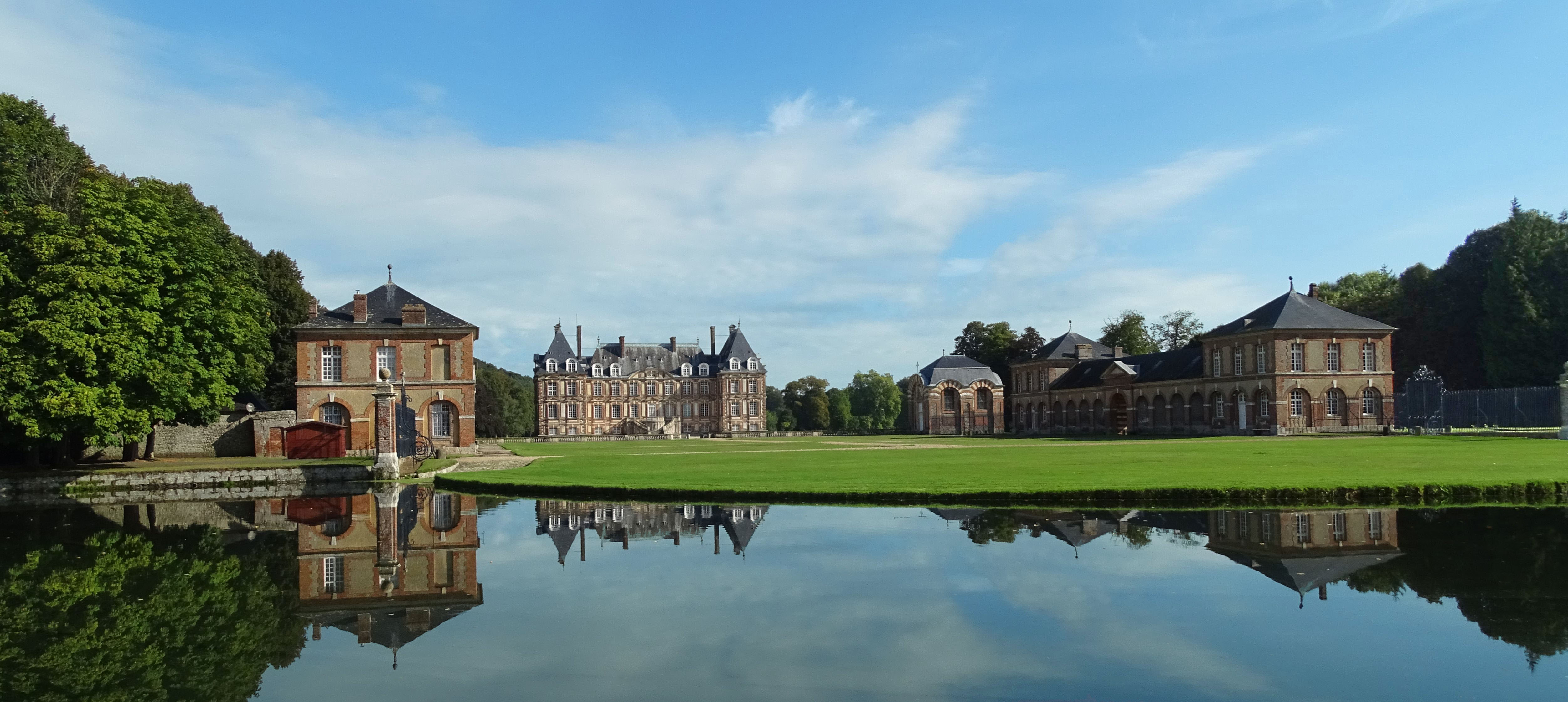